# بوتيا (ياش)
بوتيا هي قرية تقع في إقليم ياش في رومانيا وبلغ عدد سكانها 3,927 نسمة في عام 2002م.